# US Rumelange
Az Union Sportive Rumelange egy 1908-ban alapított luxemburgi labdarúgócsapat, mely a Nationaldivisiounban, azaz a luxemburgi élvonalban szerepel. Hazai mérkőzéseit a 2950 férőhelyes Stade Municipalban játssza.

## Sikerek
- Luxemburgi Kupa

Győztes (2): 1967–68, 1974–75

### Európai kupaszereplés

#### Szezonális bontásban
| Idény   | Kupa                | Forduló | Klub             | 1. mérk. | 2. mérk. | Össz.      |  |
| 1968–69 | KEK                 | 1R      | Sliema Wanderers | 2–1      | 0–1      | 2–2 (i.g.) |  |
| 1970–71 | Vásárvárosok kupája | 1R      | Juventus         | 0–7      | 0–4      | 0–11       |  |
| 1972–73 | UEFA-kupa           | 1R      | Feyenoord        | 0–9      | 0–12     | 0–21       |  |
| 1972–73 | KEK                 | 1R      | Borac Banja Luka | 0–9      | 1–5      | 1–14       |  |

## Jelenlegi keret
2018. szeptember 19-i állapotnak megfelelően.
| #  |     | Poszt | Név                  |
| -- | --- | ----- | -------------------- |
| 1  | LUX | K     | Yan Heil             |
| 2  | FRA | V     | Etienne Donval       |
| 3  | LUX | V     | Rafael Rodrigues ()  |
| 4  | POL | V     | Mateusz Siebert      |
| 5  | LUX | KP    | Tom Ivesic           |
| 6  | FRA | KP    | François Thior       |
| 7  | FRA | CS    | Jules Diallo         |
| 8  | LUX | KP    | Omar Muhovic         |
| 9  | MNE | CS    | Kerim Skenderovic    |
| 10 | FRA | KP    | Julien Fostier       |
| 11 | TUR | CS    | Fatih Sahin          |
| 12 | LUX | K     | Jérôme Winckel       |
| 13 | LUX | CS    | Dany Camilo Almeida  |
| 14 | LUX | V     | Ricardo Borges Alves |
| 15 | POR | CS    | Bryan Gomes          |

| #  |     | Poszt | Név                |
| -- | --- | ----- | ------------------ |
| 16 | FRA | V     | Bryan Maison       |
| 17 | MNE | V     | Almedin Huremovic  |
| 19 | LUX | CS    | Christophe Cunha   |
| 20 | LUX | KP    | Kevin Majerus      |
| 21 | FRA | V     | Luca Borbiconi     |
| 22 | FRA | V     | Eric Schmit        |
| 23 | LUX | KP    | Nenad Dragovic     |
| 27 | LUX | KP    | Ajdin Bjelic       |
| 29 | POL | V     | Jeremiah Dabrowski |
| 30 | COD | CS    | Olivier Lusamba    |
|    | LUX | K     | Elvedin Muhovic    |
|    | LUX | V     | Lucas da Costa     |
|    | LUX | V     | Marcos Martins     |
|    | LUX | KP    | Jerome Teixeira    |
|    | LUX | KP    | Eduardo Mendes     |